# Малиново (Московская область)
Мали́ново — деревня в Орехово-Зуевском муниципальном районе Московской области. Входит в состав сельского поселения Горское. Население — 120 чел. (2010).

## География
Деревня Малиново расположена в северной части Орехово-Зуевского района, примерно в 5 км к юго-западу от города Орехово-Зуево. Высота над уровнем моря 119 м. К западу от деревни протекает река Дрезна, к северу находится озеро Малиновское. Ближайший населённый пункт — город Дрезна.

## Название
Название связано с некалендарным личным именем Мал.

## История
В 1926 году деревня являлась центром Малиновского сельсовета Федоровской волости Орехово-Зуевского уезда Московской губернии.
С 1929 года — населённый пункт в составе Орехово-Зуевского района Орехово-Зуевского округа Московской области, с 1930-го, в связи с упразднением округа, — в составе Орехово-Зуевского района Московской области.
До муниципальной реформы 2006 года Малиново входило в состав Горского сельского округа Орехово-Зуевского района.

## Население
В 1926 году в деревне проживало 361 человек (162 мужчины, 199 женщин), насчитывалось 76 хозяйств, из которых 45 было крестьянских. По переписи 2002 года — 94 человека (35 мужчин, 59 женщин).
| 1926 | 2002 | 2006 | 2010 |
| ---- | ---- | ---- | ---- |
| 361  | ↘94  | ↗104 | ↗120 |